# 邵自昌
邵自昌（?—1813年），字蕃孫，號楚帆，順天府大興縣（今屬北京市）人。清朝政治人物、大臣，官至從一品都察院左都御史。
邵自昌於乾隆四十三年（1778年）中式戊戌科二甲第一名進士。隨後選庶吉士，散館後改任兵部主事。历任大理寺卿、福建学政等职。

## 生平
乾隆二十五年（1760年），邵自昌考上舉人。
乾隆三十四年（1769年），邵自昌以舉人的身分考上從七品內閣中書，並於隔年補官。
乾隆四十三年（1778年）四月二十五日，邵自昌在當年的戊戌科殿試中以總排名第四名的身分，考上二甲第一名進士，被賜予「進士出身」。而後同年五月十四日，改任翰林院庶吉士。
乾隆四十五年（1780年）五月十三日，戊戌科散館考試後，著以部属用，改任正六品兵部主事。並於乾隆四十九年（1784年）補官。
乾隆五十一年（1786年），邵自昌升任從五品兵部員外郎，不久後又升任正五品兵部職方司郎中。
乾隆五十三年（1788年）十一月十日，時任兵部職方司郎中的邵自昌，經該部咨送堪勝（截取）繁缺知府。但邵自昌卻呈請留部繼續擔任兵部官員，並經由兵部堂官（長官）轉奏乾隆帝。乾隆帝看完後諭曰：「如今的各部司員，大多都樂於外任做官，而如今這個邵自昌已經在兵部任職多年，已經可以外放為知府，而後經由兵部堂官保送，足以擔任繁缺的知府職位，但他卻申請留部任用，可以說是一個嚴謹又節制的體面官員了，如果只是像往常一般准許其繼續留職任用，則不足以展示勸勉，因此對邵自昌著加一級，以示嘉獎鼓勵。」
乾隆五十四年（1789年），邵自昌以兵部郎中的身分，充任該年的會試同考官（助理考官）。
乾隆五十五年（1790年），邵自昌外任為從五品江南道監察御史。
乾隆五十七年（1792年），邵自昌以江南道監察御史的身分，充任該年的廣東鄉試副考官。
嘉慶元年（1796年），邵自昌轉任為河南道監察御史。
嘉慶三年（1799年），邵自昌升任正五品戶科給事中。
嘉慶五年（1801年），邵自昌升任正四品吏科掌印給事中。
嘉慶六年（1802年），邵自昌選任為從四品內閣侍讀學士。不久後又轉任為正四品大理寺少卿。
嘉慶七年（1803年）二月十九日，因為京城外的貧民來京城吃飯的人很多，嘉慶帝下令開設粥場，以賑濟百姓，時任大理寺少卿的邵自昌也被任命一同督察給賑情況。同年六月，邵自昌升任為正四品通政使司副使。十月，再升任從三品光祿寺卿。